# 尚瑟维内勒
尚瑟维内勒（法語：Champcevinel，法語發音：[ʃɑ̃səvinɛl]）是法国多尔多涅省的一个市镇，位于该省中部，属于佩里格区。

## 地理
尚瑟维内勒（45°12'53"N, 0°43'35"E）面积17.72 平方千米，位于法国新阿基坦大区多爾多涅省，该省份为法国西南部内陆省份，是法國本土面积第三大的省，大致对应佩里戈尔地区，北起顺时针与夏朗德省、上维埃纳省、科雷兹省、洛特省、洛特-加龙省、吉倫特省和滨海夏朗德省接壤。
与尚瑟维内勒接壤的市镇（或旧市镇、城区）包括：阿戈纳克、佩里格、莱韦克堡、科尔尼耶、特雷利萨克。

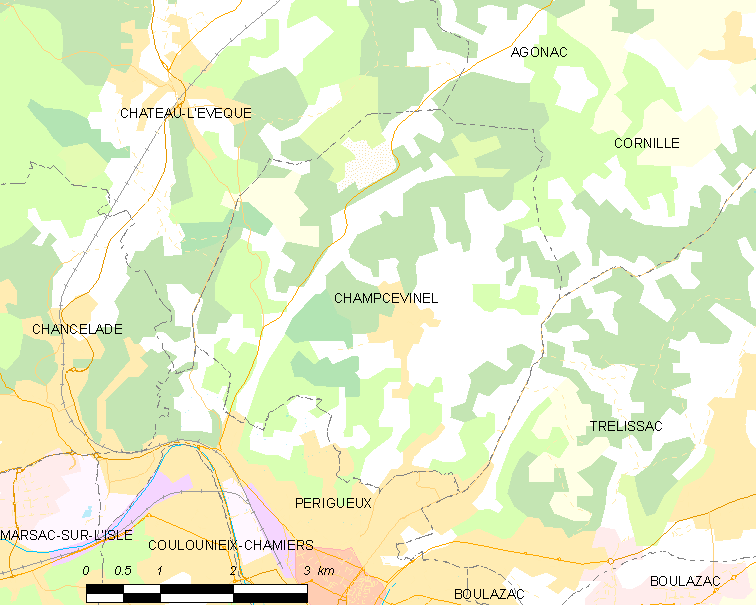
尚瑟维内勒的OSM定位图

尚瑟维内勒的时区为UTC+01:00、UTC+02:00（夏令时）。

## 行政
尚瑟维内勒的邮政编码为24750，INSEE市镇编码为24098。

## 政治
尚瑟维内勒所属的省级选区为特雷利萨克县。

## 人口

1962-2008年间尚瑟维内勒人口变化图示

尚瑟维内勒于2022年1月1日时的人口数量为3077人。